# Ленгвинас, Казимерас Казимерович
Казимерас Казимерович Ленгвинас — советский хозяйственный, государственный и политический деятель.

## Биография
Родился в 1927 году в Литве. Член КПСС с 1953 года.
С 1950 года — на хозяйственной, общественной и политической работе. В 1950—1988 гг. — студент, секретарь партбюро Каунасского политехнического института им. А. Снечкуса, секретарь Каунасского горкома партии, председатель Каунасского горисполкома, первый секретарь Каунасского горкома партии, начальник Центрального статистического управления Литовской ССР
Избирался депутатом Верховного Совета Литовской ССР 6-11-го созывов. Делегат XXIII и XXIV съезда КПСС.
Умер после 1990 года.